# Gare de Hitomarumae
La gare de Hitomarumae (人丸前駅, Hitomarumae-eki) est une gare ferroviaire localisée dans la ville d'Akashi, dans la préfecture de Hyōgo au Japon. La gare est exploitée par la compagnie Sanyo Electric Railway, sur la ligne principale Sanyo Electric Railway. Le numéro de la gare est SY 16.

## Situation ferroviaire
Établie à 7 mètres d'altitude, la gare de Hitomarumae est située au point kilométrique (PK) 14.9 de la ligne principale Sanyo Electric Railway.

## Histoire
C'est le 12 avril 1917 que la gare est inaugurée.
En 2013, la fréquentation journalière de la gare était de 701 personnes.
| 2010 | 2011 | 2012 | 2013 |
| 674  | 668  | 685  | 701  |

## Service des voyageurs

### Accueil
La gare est une halte sans service et sans personnel.

### Desserte
La gare de Hitomarumae  est une gare disposant d'un quai et de deux voies.
| N° de voie | Ligne | Direction       |
| ---------- | ----- | --------------- |
| 1          | Sanyō | Himeji - Aboshi |
| 2          | Sanyō | Kōbe - Ōsaka    |

Installations et desserte
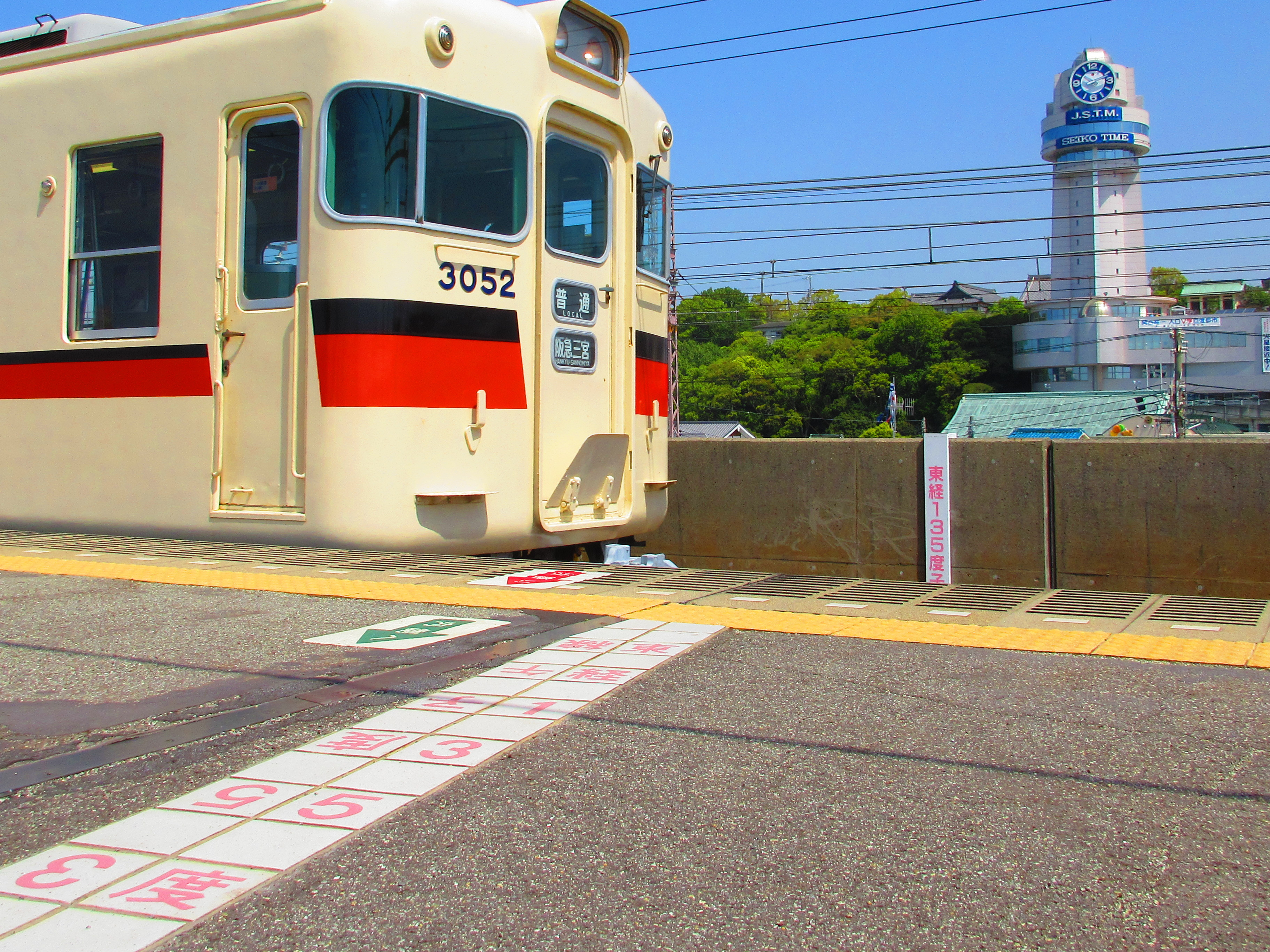
Marquage sur le quai du repère de la longitude 135°.
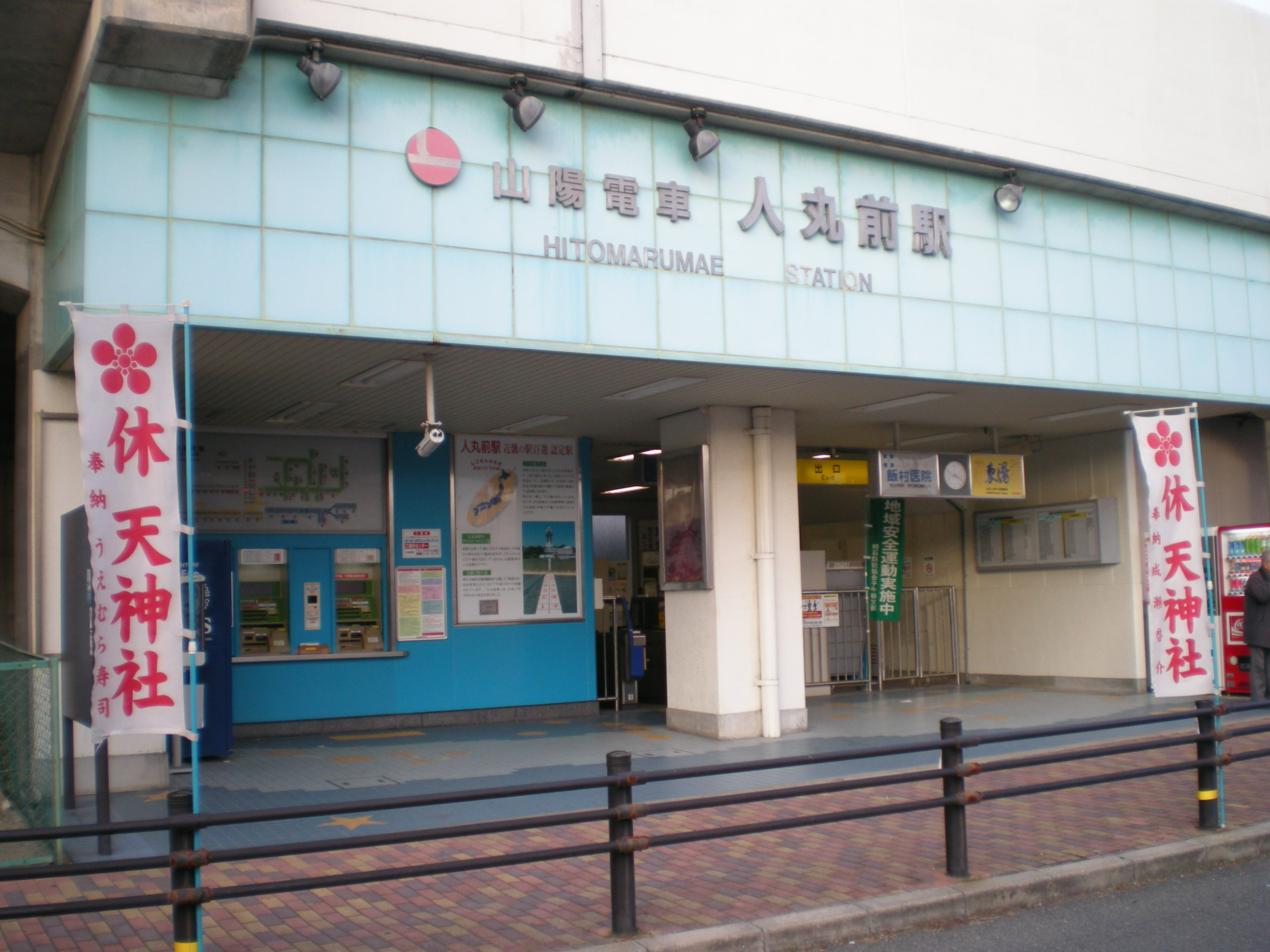
Entrée de la gare.

### Intermodalité

#### Bus
Des bus de la compagnie Shinki Bus desservent la gare.

### Sites d'intérêts
- Le sanctuaire shinto Kakimoto-jinja
- Le temple Gessho-ji
- Le planétarium municipal d'Akashi